# Frank Murphy (rugby à XV)
Pour les articles homonymes, voir Frank Murphy et Murphy.

a Compétitions nationales et continentales officielles uniquement.

Dernière mise à jour le 26 septembre 2016.
Frank Murphy, né le 2 décembre 1981  à Crosshaven, est un joueur de rugby à XV irlandais qui évolue au poste de demi de mêlée (1,83 m pour 83 kg).
Après sa carrière de joueur, il devient arbitre international de rugby à XV.

## Biographie
Après avoir pris sa retraite du rugbye joueur, Frank Murphy reste dans le milieu du rugby à XV en devenant arbitre. Il progresse rapidement dans le système de nominations interprovinciales de la Fédération irlandaise de rugby à XV. Il commence à arbitrer dans la Coupe britannique et irlandaise semi-professionnelle lors de la saison 2015-2016. Il arbitre son premier match international en février 2016 entre l'Allemagne et le Portugal lors du Championnat européen des nations. Le 27 novembre 2016, il arbitre son premier match de Pro12 entre Newport et Edimbourg.

## Statistiques
Frank Murphy dispute un total de treize rencontres de Coupe d'Europe : huit avec les Leicester Tigers sur les saisons 2006-2007 et 2007-2008, puis cinq avec le Connacht, quatre en 2011-2012 et un en 2013-2014. Il participe également à vingt rencontres de Challenge européen, inscrivant vingt points.

## Palmarès

### En club
- Finaliste de la coupe d'Europe 2006-2007.